# Nok-du jeon
Nok-du jeon (조선로코 녹두전?; lett. "Storia di Nok-du") conosciuto anche con il titolo internazionale The Tale of Nokdu, è un drama coreano del 2019, diretto da Kim Dong-hwi. È andato in onda su KBS2 dal 30 settembre al 25 novembre 2019. È disponibile anche in streaming su Viki, Kocowa, Viu e Netflix in regioni selezionate.

## Trama
Jeon Nok-du, per scoprire chi sono i sicari che hanno attaccato la sua famiglia, decide di travestirsi da donna e rifugiarsi in una comunità femminile; là incontra Dong Dong-joo, una ragazza che, contro la sua volontà, è costretta a impratichirsi per diventare una kisaeng. Malgrado non possa farle scoprire la sua vera identità, Nok-du si innamora di lei.

## Personaggi e interpreti
- Dong Dong-joo, interpretata da Kim So-hyun
- Jeon Nok-du, interpretato da Jang Dong-yoon
- Cha Yul-mu, interpretato da Kang Tae-oh

## Promozione
Il 5 settembre 2019 è stato pubblicato il primo teaser trailer della serie.